# French Open 1966 (Badminton)
Die French Open 1966 im Badminton fanden Anfang April 1966 in Paris statt. Es war die 37. Auflage des Championats.

## Finalresultate
| Disziplin    | Sieger                        | Finalist                      | Ergebnis         |
| ------------ | ----------------------------- | ----------------------------- | ---------------- |
| Herreneinzel | Ang Tjin Siang                | Erland Kops                   | 15-6, 6-15, 15-7 |
| Dameneinzel  | Imre Rietveld                 | Marianne Svensson             | 11-5, 11-6       |
| Herrendoppel | Ang Tjin Siang Wong Pek Shen  | J. T. Woolhouse Lance Ellwood | 15–8, 15–6       |
| Damendoppel  | Julie Charles Imre Rietveld   | J. Davy Angela Lindsay        | 15–12, 15–5      |
| Mixed        | Erland Kops Marianne Svensson |                               |                  |